# Миронушка (Короцкое сельское поселение)
Миронушка — деревня в Валдайском районе Новгородской области. Входит в состав Короцкого сельского поселения.

## География
Деревня расположена недалеко от районного центра — Валдая.

### Часовой пояс
Деревня Миронушка как и вся Новгородская область, находится в часовой зоне МСК (московское время). Смещение применяемого времени относительно UTC составляет +3:00.
История
Входит в состав Короцкого сельского поселения, которое было образовано в соответствии с законом Новгородской области от 11 ноября 2005 года № 559-ОЗ.

## Население
| 2010 |
| ---- |
| 9    |